# Yanggu (Gangwon)
Der Landkreis Yanggu (kor.: 양구군, Yanggu-gun) befindet sich in der Provinz Gangwon-do in Südkorea. Der Verwaltungssitz befindet sich in der Stadt Yanggu-eup. Der Landkreis hatte eine Fläche von 702 km² und eine Bevölkerung von 23.052 Einwohnern im Jahr 2019.
Der nördliche Teil des Landkreises Yanggu war während eines Großteils des Koreakrieges Teil der Front und grenzt jetzt an die Demilitarisierte Zone.
Ein Dorf in Yanggu gilt als geografisches Zentrum der Koreanischen Halbinsel.

Lage des Landkreises in Gangwon-do